# Бесоба (Каркаралінський район)
Бесоба́ (каз. Бесоба) — село у складі Каркаралінського району Карагандинської області Казахстану. Адміністративний центр Бесобинського сільського округу.

## Населення
Населення — 702 особи (2021; 1062 у 2009, 1170 у 1999, 1308 у 1989).
Національний склад станом на 1989 рік:
- казахи — 100 %.